# Abono líquido

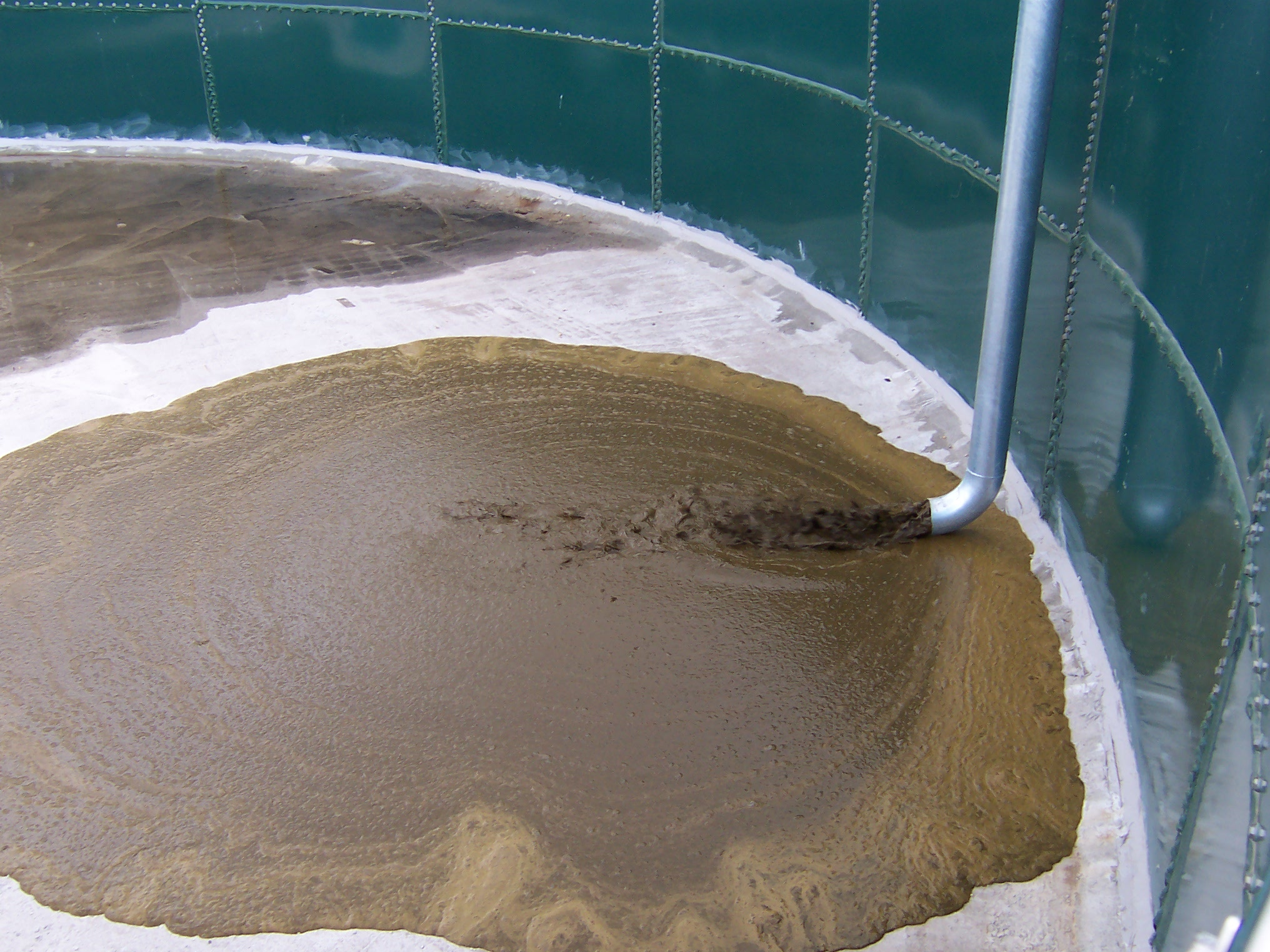
Cisterna de abono líquido

En medio de las diversas sustancias que pueden servir a la fertilización de las tierras y que merecen ser recogidas por el cultivador es preciso comprender los abonos líquidos, conocidos bajo las denominaciones de agua de estiércol y orina de animales. 
Por agua de estiércol se designa especialmente la orina de los animales que corre de los establos. El agua de estiércol es una mezcla de agua y excrementos animales sólidos y líquidos. Es para las plantas una verdadera sopa gorda. Para recoger la orina del animal se establece en los establos o inmediatamente en el exterior cisternas o secretas en las cuales este líquido pueda reunirse. Los sitios de estiércol deben igualmente ser acompañados de una fosa en la cual corra el agua del estiércol.

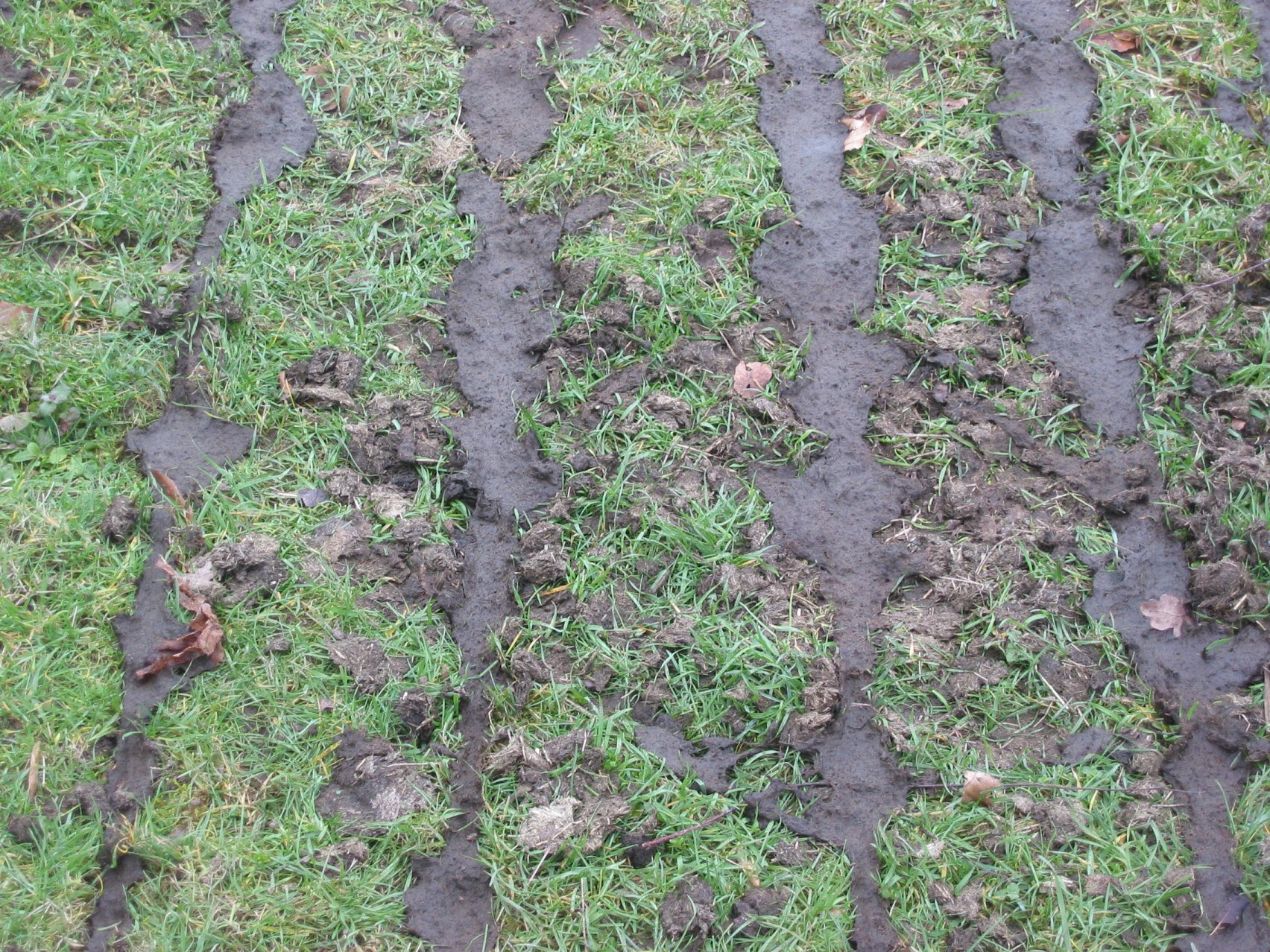
Abono líquido sobre la tierra

La orina de animal y agua de estiércol antes de emplearse en las siembras o en el trébol debe fermentar durante cinco o seis semanas. Esta fermentación se reconoce en los gorgoritos que se desprenden en la superficie. Es terminado, es decir, el líquido está listo cuando no se ven más gorgoritos ni espuma. A fin de apresurar la fermentación y aumentar la acción de estas aguas se les agrega medio kilogramo de vitriolo verde o de hierro (sulfato de hierro) por una capacidad de 12 a 15 hectolitros. Se remueve entonces la masa todos los días durante una semana. Después se le deja en reposo el mismo transcurso de tiempo, después está ya buena para emplearse. Estos abonos líquidos no pueden ser puestos inmediatamente y sin fermentación previa sobre las plantas verdes a causa de su naturaleza muy ardiente que haría daño a los vegetales. No se puede utilizarlos en estado fresco, es decir, antes de la fermentación, sino sobre las tierras en barbecho o bien desparramándolo en invierno sobre la nieve. Cuando las palanganas de la agua de estiércol se llenan en el momento de concluir este abono a los campos, se le guarda sobre el montón de estiércol. igualmente este tipo de abono sirve para las pasturas verdes, para fertilizar potreros para la ganadería, mayor enriquecimiento para el suelo ya que posee suficientes microorganismos los cuales hace sobresalir más las pasturas y menos tiempo   
Los estiércoles o el agua de éstos convienen especialmente a las coles, betarraga, zanahoria, nabos, al lino, cáñamo, colza, avena, como también a las plantas para forraje y a las praderas. La acción de los abonos líquidos dura por lo menos un año. Se puede hacer figurar en medio de los abonos líquidos que ejercen sobre todo una acción muy eficaz en las praderas, las aguas que han servido para curar el lino y el cáñamo.